# Ceraticelus carinatus
Ceraticelus carinatus är en spindelart som först beskrevs av James Henry Emerton 1911.  Ceraticelus carinatus ingår i släktet Ceraticelus och familjen täckvävarspindlar. Inga underarter finns listade i Catalogue of Life.